# Ligat ha’Al 2000/01
Die Ligat ha’Al 2000/01 war die zweite Spielzeit der höchsten israelischen Fußballliga unter diesem Namen, und die 52. Saison insgesamt. Sie begann am 12. August 2000 und endete am 25. Mai 2001.
Maccabi Haifa gewann die Meisterschaft.

## Modus
Die Liga wurde um zwei Vereine reduziert. Zunächst wurde eine Vorrunde unter den zwölf Mannschaften in drei Runden ausgetragen. Die ersten sechs Teams qualifizierten sich für die Meisterrunde, die übrigen sechs für die Abstiegsrunde. Die in der Vorrunde erzielten Punkte wurden übernommen, ggf. aufgerundet. Die beiden Letztplatzierten mussten in die Liga Leumit absteigen.

## Vereine
| Verein                                   | Stadt          | Stadion                        | Kapazität |
| ---------------------------------------- | -------------- | ------------------------------ | --------- |
| Bne Jehuda Tel Aviv                      | Tel Aviv-Jaffa | Hatikva-Nachbarschafts-Stadion | 04.020    |
| Maccabi Tel Aviv Hapoel Tel Aviv         | Tel Aviv-Jaffa | Bloomfield-Stadion             | 29.150    |
| Maccabi Netanja                          | Netanja        | Sar-Tov-Stadion                | 07.500    |
| Hapoel Haifa Maccabi Haifa               | Haifa          | Kiryat-Eliezer-Stadion         | 14.000    |
| MS Aschdod                               | Aschdod        | HaYud-Alef-Stadion             | 07.800    |
| Beitar Jerusalem                         | Jerusalem      | Teddy-Stadion                  | 31.733    |
| Hapoel Ironi Rischon LeZion              | Rischon LeZion | Haberfeld-Stadion              | 06.000    |
| Maccabi Petach Tikwa Hapoel Petach Tikwa | Petach Tikwa   | HaMoshava-Stadion              | 11.500    |
| Hapoel Tzafririm Holon                   | Holon          | Stadtstadion Holon             | 03.000    |

## Vorrunde

### Tabelle
| Pl. | Verein                      | Sp. | S  | U  | N  | Tore    | Diff. | Punkte |
| --- | --------------------------- | --- | -- | -- | -- | ------- | ----- | ------ |
| 1.  | Maccabi Haifa               | 33  | 22 | 10 | 1  | 061:220 | +39   | 76     |
| 2.  | Hapoel Tel Aviv (M, P)      | 33  | 19 | 10 | 4  | 051:250 | +26   | 67     |
| 3.  | Beitar Jerusalem 1          | 33  | 18 | 8  | 7  | 045:270 | +18   | 61     |
| 4.  | Hapoel Haifa                | 33  | 16 | 11 | 6  | 050:320 | +18   | 59     |
| 5.  | Maccabi Tel Aviv            | 33  | 15 | 10 | 8  | 057:320 | +25   | 55     |
| 6.  | Hapoel Petach Tikwa         | 33  | 12 | 8  | 13 | 052:520 | ±0    | 44     |
| 7.  | Maccabi Netanja             | 33  | 10 | 8  | 15 | 035:400 | −5    | 38     |
| 8.  | Maccabi Petach Tikwa        | 33  | 10 | 8  | 15 | 046:520 | −6    | 38     |
| 9.  | Hapoel Ironi Rischon LeZion | 33  | 9  | 6  | 18 | 033:560 | −23   | 33     |
| 10. | MS Aschdod                  | 33  | 8  | 7  | 18 | 036:490 | −13   | 31     |
| 11. | Bne Jehuda Tel Aviv         | 33  | 6  | 9  | 18 | 034:580 | −24   | 27     |
| 12. | Hapoel Tzafririm Holon (N)  | 33  | 4  | 3  | 26 | 022:770 | −55   | 15     |

Platzierungskriterien: 1. Punkte – 2. Tordifferenz – 3. geschossene Tore

| (M) | amtierender israelischer Meister     |
| (P) | amtierender israelischer Pokalsieger |
| (N) | Neuaufsteiger der letzten Saison     |

### Kreuztabelle
| Spieltage 1–22              | Maccabi Haifa | Hapoel Tel Aviv | Beitar Jerusalem | Hapoel Haifa | Maccabi Tel Aviv | Hapoel Petach Tikwa | Maccabi Netanja | Maccabi Petach Tikwa | Hapoel Ironi Rischon LeZion | MS Aschdod | Bne Jehuda Tel Aviv | HOL |
| --------------------------- | ------------- | --------------- | ---------------- | ------------ | ---------------- | ------------------- | --------------- | -------------------- | --------------------------- | ---------- | ------------------- | --- |
| Maccabi Haifa               |               | 0:0             | 0:0              | 0:3          | 0:0              | 3:2                 | 1:0             | 4:1                  | 3:0                         | 4:1        | 3:2                 | 3:2 |
| Hapoel Tel Aviv             | 1:1           |                 | 0:1              | 1:3          | 2:1              | 2:2                 | 1:0             | 3:2                  | 3:0                         | 2:0        | 2:1                 | 3:0 |
| Beitar Jerusalem            | 0:0           | 1:0             |                  | 3:1          | 1:0              | 3:1                 | 2:0             | 1:0                  | 2:0                         | 2:1        | 0:0                 | 2:1 |
| Hapoel Haifa                | 0:2           | 2:2             | 1:1              |              | 2:2              | 1:0                 | 1:0             | 3:3                  | 2:0                         | 0:0        | 2:0                 | 2:0 |
| Maccabi Tel Aviv            | 0:3           | 0:1             | 2:0              | 0:0          |                  | 1:0                 | 0:0             | 0:1                  | 10:1                        | 1:1        | 1:0                 | 6:2 |
| Hapoel Petach Tikwa         | 1:3           | 1:1             | 2:2              | 2:0          | 3:1              |                     | 1:2             | 2:1                  | 1:1                         | 3:3        | 5:1                 | 3:0 |
| Maccabi Netanja             | 1:2           | 0:2             | 0:2              | 0:3          | 0:0              | 3:2                 |                 | 2:0                  | 3:1                         | 2:2        | 2:1                 | 1:0 |
| Maccabi Petach Tikwa        | 1:0           | 0:1             | 2:2              | 4:1          | 2:1              | 0:3                 | 2:2             |                      | 3:0                         | 2:1        | 1:1                 | 1:0 |
| Hapoel Ironi Rischon LeZion | 0:1           | 1:3             | 0:1              | 1:3          | 1:1              | 2:0                 | 2:1             | 2:2                  |                             | 2:1        | 0:1                 | 3:0 |
| MS Aschdod                  | 0:2           | 0:4             | 0:1              | 1:2          | 1:2              | 0:2                 | 0:3             | 2:0                  | 0:1                         |            | 2:0                 | 6:1 |
| Bne Jehuda Tel Aviv         | 1:2           | 0:0             | 2:2              | 3:2          | 0:1              | 1:1                 | 1:4             | 2:1                  | 0:2                         | 3:2        |                     | 0:2 |
| Hapoel Tzafririm Holon      | 0:2           | 0:0             | 0:1              | 0:2          | 0:6              | 0:3                 | 0:3             | 1:2                  | 2:2                         | 0:2        | 0:0                 |     |

| Spieltage 23–33             | Maccabi Haifa | Hapoel Tel Aviv | Beitar Jerusalem | Hapoel Haifa | Maccabi Tel Aviv | Hapoel Petach Tikwa | Maccabi Netanja | Maccabi Petach Tikwa | Hapoel Ironi Rischon LeZion | MS Aschdod | Bne Jehuda Tel Aviv | HOL |
| --------------------------- | ------------- | --------------- | ---------------- | ------------ | ---------------- | ------------------- | --------------- | -------------------- | --------------------------- | ---------- | ------------------- | --- |
| Maccabi Haifa               |               | 1:1             | 3:0              | –            | –                | –                   | –               | 1:0                  | 0:0                         | –          | 5:0                 | 4:1 |
| Hapoel Tel Aviv             | –             |                 | –                | 0:1          | –                | 2:0                 | –               | 3:2                  | –                           | –          | 1:0                 | 2:0 |
| Beitar Jerusalem            | –             | 1:2             |                  | 2:3          | 0:1              | 0:1                 | 4:0             | –                    | –                           | 0:0        | –                   | –   |
| Hapoel Haifa                | 1:1           | –               | –                |              | 0:0              | –                   | 0:0             | 4:0                  | –                           | –          | –                   | 2:0 |
| Maccabi Tel Aviv            | 1:2           | 2:2             | –                | –            |                  | –                   | 2:1             | 1:0                  | –                           | –          | 1:0                 | 3:2 |
| Hapoel Petach Tikwa         | 2:3           | –               | –                | 0:0          | 1:2              |                     | 2:1             | –                    | –                           | –          | –                   | 1:3 |
| Maccabi Netanja             | 0:1           | 0:1             | –                | –            | –                | –                   |                 | 0:0                  | 1:1                         | –          | 2:2                 | 0:1 |
| Maccabi Petach Tikwa        | –             | –               | 1:2              | –            | –                | 5:1                 | –               |                      | 1:0                         | 0:3        | 1:1                 | –   |
| Hapoel Ironi Rischon LeZion | –             | 2:3             | 0:2              | 3:0          | 1:3              | 0:1                 | –               | –                    |                             | 0:1        | –                   | –   |
| MS Aschdod                  | 0:0           | 0:0             | –                | 0:2          | 1:5              | 4:0                 | 0:1             | –                    | –                           |            | –                   | –   |
| Bne Jehuda Tel Aviv         | –             | –               | 2:4              | 1:1          | –                | 1:2                 | –               | –                    | 1:2                         | 2:0        |                     | –   |
| Hapoel Tzafririm Holon      | –             | –               | 1:0              | –            | –                | –                   | –               | 1:5                  | 0:2                         | 0:1        | 2:4                 |     |

## Meisterrunde
Die Ergebnisse aus der Vorrunde wurden mit eingerechnet
| Pl. | Verein                 | Sp. | S  | U  | N  | Tore    | Diff. | Punkte |
| --- | ---------------------- | --- | -- | -- | -- | ------- | ----- | ------ |
| 1.  | Maccabi Haifa          | 38  | 24 | 10 | 4  | 068:280 | +40   | 82     |
| 2.  | Hapoel Tel Aviv (M, P) | 38  | 21 | 12 | 5  | 055:290 | +26   | 75     |
| 3.  | Hapoel Haifa           | 38  | 20 | 11 | 7  | 059:380 | +21   | 71     |
| 4.  | Maccabi Tel Aviv       | 38  | 19 | 11 | 8  | 073:330 | +40   | 68     |
| 5.  | Beitar Jerusalem       | 38  | 18 | 9  | 11 | 049:420 | +7    | 62     |
| 6.  | Hapoel Petach Tikwa    | 38  | 12 | 10 | 16 | 058:660 | −8    | 46     |

| (M) | amtierender israelischer Meister     |
| (P) | amtierender israelischer Pokalsieger |

| Meisterrunde        | Maccabi Haifa | Hapoel Tel Aviv | Hapoel Haifa | Maccabi Tel Aviv | Beitar Jerusalem | Hapoel Petach Tikwa |
| ------------------- | ------------- | --------------- | ------------ | ---------------- | ---------------- | ------------------- |
| Maccabi Haifa       |               | –               | 1:3          | 00:2 1           | –                | 4:0                 |
| Hapoel Tel Aviv     | 1:0           |                 | –            | 1:1              | 1:0              | –                   |
| Hapoel Haifa        | –             | 2:0             |              | –                | 1:0              | –                   |
| Maccabi Tel Aviv    | –             | –               | 4:0          |                  | 7:0              | 2:0                 |
| Beitar Jerusalem    | 0:2           | –               | –            | –                |                  | –                   |
| Hapoel Petach Tikwa | –             | 1:1             | –            | –                | 4:4              |                     |

## Abstiegsrunde
Die Ergebnisse aus der Vorrunde wurden mit eingerechnet
| Pl. | Verein                      | Sp. | S  | U  | N  | Tore    | Diff. | Punkte |
| --- | --------------------------- | --- | -- | -- | -- | ------- | ----- | ------ |
| 7.  | Maccabi Netanja             | 38  | 13 | 10 | 15 | 063:610 | +2    | 49     |
| 8.  | Maccabi Petach Tikwa        | 38  | 13 | 8  | 17 | 043:520 | −9    | 47     |
| 9.  | Hapoel Ironi Rischon LeZion | 38  | 11 | 8  | 19 | 041:610 | −20   | 41     |
| 10. | MS Aschdod                  | 38  | 10 | 8  | 20 | 044:570 | −13   | 38     |
| 11. | Bne Jehuda Tel Aviv         | 38  | 8  | 9  | 21 | 038:640 | −26   | 33     |
| 12. | Hapoel Tzafririm Holon (N)  | 38  | 4  | 4  | 30 | 025:850 | −60   | 16     |

| (N) | Neuaufsteiger der letzten Saison |

| Abstiegsrunde               | Maccabi Netanja | Maccabi Petach Tikwa | Hapoel Ironi Rischon LeZion | MS Aschdod | Bne Jehuda Tel Aviv | HOL |
| --------------------------- | --------------- | -------------------- | --------------------------- | ---------- | ------------------- | --- |
| Maccabi Netanja             |                 | 6:1                  | –                           | –          | –                   | 1:1 |
| Maccabi Petach Tikwa        | –               |                      | –                           | 2:1        | –                   | –   |
| Hapoel Ironi Rischon LeZion | 4:4             | 2:0                  |                             | –          | 0:1                 | 2:0 |
| MS Aschdod                  | 3:5             | –                    | 0:0                         |            | 3:1                 | 1:0 |
| Bne Jehuda Tel Aviv         | 0:1             | 1:2                  | –                           | –          |                     | 1:0 |
| Hapoel Tzafririm Holon      | –               | 2:3                  | –                           | –          | –                   |     |

## Torschützenliste
| Pl. | Name                  | Team                        | Tore |
| --- | --------------------- | --------------------------- | ---- |
| 01. | Avi Nimni             | Maccabi Tel Aviv            | 25   |
| 02. | Motti Kakoun          | Hapoel Petach Tikwa         | 19   |
| 03. | Viorel Tănase         | Maccabi Netanja             | 14   |
| 03. | Liron Vilner          | Maccabi Netanja             | 14   |
| 03. | Itzik Zohar           | Maccabi Netanja             | 14   |
| 06. | Yossi Benayoun        | Maccabi Haifa               | 13   |
| 06. | Rafi Cohen            | Maccabi Haifa               | 13   |
| 06. | Amit Turgeman         | Hapoel Haifa                | 13   |
| 09. | Alon Mizrahi          | Beitar Jerusalem            | 12   |
| 09. | Klimenti Zitaischwili | Hapoel Ironi Rischon LeZion | 12   |